# Jabal
Jabal je bio sin Lameka i Ade, brat Jubala te polubrat Tubal-Kajina i Naame. Bio je Kajinov potomak, te je "postao praocem onih što pod šatorima žive sa stokom". 